# ネヴェ
ネヴェ （Névez）は、フランス、ブルターニュ地域圏、フィニステール県のコミューン。

## 地理
ネヴェは北をポン＝タヴァンと接し、東側はアヴァン川と接する。川を挟んで対岸はリエック＝シュル＝ベロンである。南は約7kmの長さで大西洋に面している。西はトレギャンクと接している。
ギザギザに入り組んだ海岸は、交互に岩の崖が迫っている。砂浜は広いか狭い。

## 歴史
ネヴェはかつて、キャンバス生地とベルランジュ生地（麻と毛糸の混紡）の織工が多くいたことが知られた。また、ネヴェで女性が結婚すると、持参金はお金よりむしろ家庭用布製品（シーツ、テーブルクロスなど）にして換算した。ネヴェ産の生地はポン＝タヴァンの市場で売られ、またケルドリュックやメネックの港から輸出されていた。1880年代に生地の商取引は停滞している。
1686年5月26日、バルバリア海賊の船がネヴェ沖で座礁した。フランスはアルジェの太守と和平を結んでおり、コルベールは乗員を適切に扱うよう指示した。ムーア人80名がこうしてカンペールへ搬送された。
1795年7月15日、イギリス海軍は共和国軍の転覆を目論んでネヴェにあるラゲネズの浜に王党派2000人を上陸させようとした。確かに、ほんの数日前にイギリスは無謀にもキブロン半島に上陸しようとしていた。しかし彼らは行く手を阻もうとしたオッシュ将軍の軍と衝突してしまった。王党派はラゲネズ砦から大砲で打たれ、一度海へ押し出された。イギリスはしかし計画を断念しなかった。王党派の少数がロスピコの入江に上陸した。イギリス人は全ての物を火に投じ、住民を血祭りに上げると信じられていたので、ネヴェの住民たちは家を捨てて逃げた。いわゆるイギリス人たちは非常に丁寧だった。彼らは食べるものがないか探しに住宅に現れたが、その後ポン＝タヴァンへ素早く進軍していった。数日後、1700人の共和国軍兵士がケラングラに到着した。村と海の間にある全ての土地がテントで埋め尽くされた。しかし彼らは遅すぎた。王党派は既に現地を去り、モルビアン湾へ戻っていたのである。

## 人口統計
| 1962年 | 1968年 | 1975年 | 1982年 | 1990年 | 1999年 | 2006年 | 2010年 |
| ------ | ------ | ------ | ------ | ------ | ------ | ------ | ------ |
| 3127   | 3111   | 2895   | 2700   | 2574   | 2466   | 2605   | 2739   |

参照元:1999年までEHESS、2000年以降INSEE

## 姉妹都市
- レ・コンタミーヌ＝モンジョワ、フランス